# Нишская операция (1915)
О сражении Второй мировой войны см. Нишская операция (1944)
Нишская операция (серб. Битка на Морави, болг. Нишка операция) — военная операция в ходе Первой мировой войны, проводившаяся 14 октября — 9 ноября 1915 года. После вступления в Первую мировую войну болгарская армия вторглась на территорию Сербии и в результате боёв в районе Моравы продвинулась на 90 км и захватила Ниш.

## Ход сражения

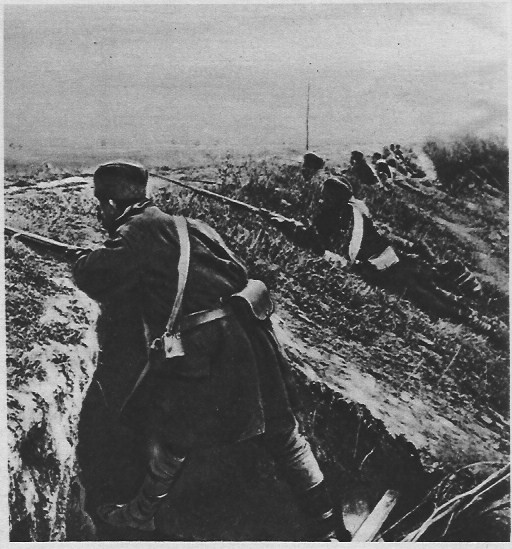
Сербские солдаты на позиции у Моравы

После того как болгарские войска сосредоточились на границе с Сербией, всё было готово к началу наступлению против сербских войск. Утром 15 октября подразделения 1-й болгарской армии генерала Бояджиева пересекли сербско-болгарскую границу и вторглись на территорию Сербии. Главный удар наносили четыре пехотные дивизии в общем направлении Белоградчик - Ниш, а вспомогательные - справа (2-я бригада 6-й дивизии, усиленная 2-м кавполком) и слева 2-я кавбригада, усиленная 26-м Перникским полком. Болгарские войска начали атаки хорошо укреплённых позиций сербов у Пирота и на реке Тимок. Однако первоначальные бои успеха болгарским войскам не принесли, также продвижение болгарских войск затрудняли труднопроходимые дороги и плохая погода.
После 10 дней боёв болгары овладели Княжевацем (26 октября) и прорвали опорный пункт Пирот (27 октября). Сербские войска отошли за Тимок. 1-я болгарская армия начала преследование отступающих. После значительной подготовки 5 ноября болгарские войска штурмовали и прорвали Нишский укрепрайон. В 10:30 того же дня первый эшелон 10-го Родопского пехотного полка победоносно вошел в Ниш. Разгромив наиболее мощную часть восточной группировки противника, 1-я армия достигла цели Моравской (Нишской) операции.  
Потери сербов составили 630 человек убитыми и более 13 тысяч пленными. Уничтожено или взято в качестве трофеев 206 различных орудий и большое количество военной техники. Болгары потеряли убитыми 2200 и ранеными 6980 человек.